# Ricochet
Trevor Mann (n. 11 octombrie 1988, Alton⁠(d), Illinois, SUA) este un wrestler profesionist american care lucrează pentru WWE în marca Raw sub numele de Ricochet, mai bine cunoscut sub numele Prince Puma, Ricochet și Helios. Mann este renumit pentru timpul petrecut în NJPW și Lucha Underground. Și  este un fost campion al Statelor Unite.
Mann este campion mondial de trei ori, o dată campioană mondial PWG și campion Lucha Underground de două ori. El a fost, de asemenea, o dată campion NXT North American Championship, de trei ori campion IWGP Junior Heavyweight Tag Team Championship cu Matt Sydal și Ryusuke Taguchi, de trei ori NEVER Openweight 6-Man Tag Team Championship cu Matt Sydal, Satoshi Kojima, David Finlay și Hiroshi Tanahashi, campion Lucha Underground Trios Championship cu Dragón Azteca Jr. și Rey Mysterio. În plus, el a câștigat de două ori Battle of Los Angeles (2014 și 2017), Best of the Super Juniors (2014), de asemenea în Aztec Warfare și câștigătorul Dusty Rhodes Tag Team Classic 2019 cu Aleister Black și este fost unidet states Championhip a pierdut centura împotriva lui Aj styles

## Cariera in wrestling

### Inceputul carierei(2003–2006)
Trevor Mann a început în Chaos Pro Wrestling în 2003 sub numele de ring Ricochet. A început să concureze pe circuitul independent până când a făcut prima sa ieșire majoră pe 6 februarie 2006, la evenimentul Insanity Pro Wrestling's Sacrifice, unde a luat parte la un meci de eliminare cu cinci oameni în care a implicat viitorul rival de lungă durată Chuck Taylor, DieHard, Tony Galloway și Ty Blade. Ricochet a fost ultimul luptător eliminat, deoarece Taylor a pus pin-ul pe el pentru a câștiga meciul. Câteva săptămâni mai târziu, pe 18 februarie, Ricochet a luat parte la primul său meci major de campionat, în timp ce el, Chuck Taylor, Jeff Jameson, Brian Sterling și Cabana Man Dan au luat parte la un alt meci de eliminare cu cinci oameni la Independent Wrestling Association Mid-South's Xtreme Warfare eveniment pentru centura vacant Deep South Heavyweight, pe care Cabana Man Dan l-a câștigat.
Câteva luni mai târziu, la evenimentul IWA Mid-South We're No Joke! pe 1 aprilie, Ricochet a luat parte la un meci de nouă oameni pentru mese, scări și scaune pentru a determina singurul candidat pentru centura la categoria grea ușoară, implicând și rivalul său Chuck Taylor. Deși a pierdut meciul în fața lui Darin Corbin, a fost implicat într-un spot infam în care și-a executat mișcarea finală, o dublă rotație moonsault, de pe o scară în exteriorul ringului și pe ceilalți opt concurenți. În aceeași zi, Ricochet a concurat și la evenimentul Mischief, Mayhem and Revenge organizat de Insanity Pro Wrestling, unde a pierdut în fața lui Taylor pentru centura Junior Heavyweight al promotiei.

### CHIKARA(2006-2010)

#### Castigator Young Lions Cup (2006–2008)
Pe 24 iunie, Ricochet și-a făcut debutul la Chikara, când a pierdut în primul tur al celui de-al patrulea turneu al Cupei Young Lions împotriva lui Chuck Taylor. A doua zi, a făcut echipă cu jucătorul Uno într-un efort pierdut în fața lui Taylor și Cloudy. Câteva luni mai târziu, pe 17 noiembrie, la evenimentul Brick, Ricochet a câștigat prima sa victorie ca membru al listei Chikara după ce el, Cloudy și Mike Quackenbush i-au învins pe Cheech, Retail Dragon și Shane Storm. A doua zi, Ricochet a pierdut din nou în fața lui Taylor la evenimentul Talent Borrows; Geniul fură.
Pe 16 februarie 2007, la evenimentul King of Trios, Ricochet a făcut prima sa provocare pentru Cupa Young Lions, dar nu a reușit să-l învingă pe Max Boyer pentru titlu. Două zile mai târziu, a pierdut în fața lui Claudio Castagnoli. Pe 22 aprilie, Ricochet a participat la semifinalele primului turneu Rey de Voladores, unde a pierdut într-un meci fatal de eliminare în patru, care a implicat Retail Dragon, Pac și rivalul de lungă durată Chuck Taylor, acesta din urmă. urma să câștige turneul. Pe 23 iunie, Ricochet a câștigat meciul din primul său tur al celui de-al cincilea turneu al Cupei Young Lions, după ce l-a învins pe Chrisjen Hayme. Mai târziu în acea zi, Ricochet a câștigat un meci de eliminare în șase în semifinale pentru a avansa în finală. A doua zi, Ricochet a pierdut în fața lui Chuck Taylor pentru Cupa Young Lions vacant. Pe 18 august, la evenimentul Here Come The International Invaders, Ricochet s-a confruntat și a pierdut în fața lui Taylor într-un meci Young Lions Cup vs. Career, ceea ce a dus la faptul că Ricochet a fost forțat să părăsească Chikara.
Pe 27 octombrie, la New Star Navigation, Ricochet, purtând o nouă tunsoare, o ținută nouă și o mască de luptă, s-a întors la Chikara sub numele de ring Helios, unde l-a învins în cele din urmă pe Taylor pentru Cupa Young Lions. Cu toate acestea, Taylor a contestat victoria lui Helios susținând că Helios era de fapt Ricochet deghizat. În ciuda afirmațiilor lui Taylor, victoria lui Helios a fost considerată valabilă și, prin urmare, a fost încă noul campion oficial. Pe 16 noiembrie, la Battle Of Who Could Care Less, Helios și-a păstrat titlul Young Lions Cup după ce a învins-o pe Hydra. A doua zi, la The Sordid Perils Of Everyday Existence, Helios și-a păstrat din nou titlul, de data aceasta împotriva Fire Ant.

#### Viitorul e acum(2008–2010)
Helios a făcut echipă cu Incoherence (Hallowicked and Delirious) și cei trei au devenit „Trioul de Aur” pentru a participa la turneul King of Trios din 2008. După ce a primit o revedere în prima rundă, Trioul de Aur a învins echipa IPW:UK (Martin Stone, Terry Frazier și Sha Samuels) și The Fabulous Three (Larry Sweeney, Mitch Ryder și Shayne Hawke) în runda a doua și, respectiv, în sferturile de finală. înainte de a pierde cu The BLKOUT în semifinale. Pe 19 aprilie la Deuces Wild, Helios a reținut cu succes Cupa Young Lions împotriva lui Lince Dorado. La Grit And Glory pe 15 mai, Helios a avansat în finala turneului Rey de Voladores, dar în cele din urmă a pierdut în fața Incognito. Pe 15 iunie, Helios și-a pierdut Cupa Young Lions după ce Fire Ant l-a învins pe Vin Gerard în finala celui de-al șaselea turneu al Cupei Young Lions. Pe 6 septembrie, Helios a făcut echipă cu Tim Donst pentru a participa la primul turneu La Lotería Letal, unde au pierdut în prima rundă cu Icarus și Ultimo Breakfast. Pe 11 noiembrie la Cibernetico Begins, Helios a făcut parte din Team Equinox (Equinox, Fire Ant, Soldier Ant, Worker Ant, Hydra, Tim Donst și Mike Quackenbush) în timp ce au învins echipa Vin Gerard (Gerard, STIGMA, Lince Dorado, UltraMantis Black). , Crossbones, Amasis, Ophidian și Eddie Kingston) într-un meci de echipă cu 16 jucători. La Face with a View pe 12 decembrie, Helios a format The Future is Now cu Equinox și Lince Dorado și i-au învins pe The UnStable (Vin Gerard, Colin Delaney și STIGMA).
Pe 1 ianuarie 2009, The Future is Now (Helios și Dorado) au pierdut primul lor meci împreună împotriva echipei F.I.S.T. (Icar, Gran Akuma). La turneul King of Trios din 2009, The Future este acum învins pe Team DDT (Kota Ibushi, KUDO și Michael Nakazawa) și The Osirian Portal (Amasis, Ophidian și Escorpion Egipcio) în prima și, respectiv, sferturi de finală, înainte de a pierde în fața echipei F.I.S.T. (Icarus, Gran Akuma și Chuck Taylor) în semifinale. După turneu, The Future is Now a început apoi o ceartă cu The Osirian Portal, ducând la învingerea Helios pe Escorpion Egipcio într-un meci de simplu la Behind The 8 Ball pe 25 aprilie, iar The Future is Now învinge The Osirian Portal la evenimentul The Bobliographon următorul zi.
La primul spectacol din 2010, Lince Dorado s-a întors pe Equinox și a părăsit The Future is Now pentru a se alătura noului grajd pentru călcâi Bruderschaft des Kreuzes (BDK). În mai 2010, în weekendul Aniversario, Helios și Equinox l-au învins mai întâi pe Dorado și pe coechipierul său BDK, Tim Donst, într-un meci de echipă și apoi au câștigat un meci de eliminare cu patru echipe pentru a câștiga cele trei puncte necesare pentru a putea contesta pentru Campeonatos de Parejas. . Helios și Equinox și-au primit lovitura de titlu pe 27 iunie la Faded Scars and Lines, dar au fost învinși de campionii în curs BDK (Ares și Claudio Castagnoli) în două căderi consecutive, după un asalt înainte de meci. The Future is Now a ajuns la sfârșit pe 19 septembrie 2010, când Olsen a părăsit factiunea pentru a-și reforma vechea echipă de etichete cu Colin Delaney. Acest eveniment a marcat și ultima apariție a lui Helios pentru Chikara, deoarece a început să lucreze în mod regulat atât pentru Dragon Gate, cât și pentru Dragon Gate USA.

### Evolve si Dragon Gate USA (2010–2017)
Pe 16 ianuarie 2010, Ricochet avea să-și facă debutul pentru Evolve la show-ul de debut al companiei Evolve 1: Ibushi vs Richards, într-un efort câștigător împotriva lui Arik Cannon. Cu toate acestea, Ricochet avea să piardă la următorul eveniment din 13 martie 210 la Evolve 2: Hero vs Hidaka în fața lui Chuck Taylor și din nou prin numărătoare pe 1 mai 2010, la Evolve 3: Rise Or Fall în fața lui Johnny Gargano. După ce a fost învins de Drake Younger într-un meci cu patru părți pe 23 iulie, Ricochet și-a încheiat seria de înfrângeri pe 11 septembrie, învingându-l pe Kyle O'Reilly. Pe 24 iulie 2010, Ricochet a debutat pentru Dragon Gate USA la Enter the Dragon 2010, fiind învins de Chuck Taylor într-un meci în patru, care i-a inclus și pe Arik Cannon și Adam Cole. La următorul eveniment din 25 septembrie, Ricochet a făcut echipă cu Cima pentru a învinge Speed Muscle (Masato Yoshino și Naruki Doi) într-un meci pe echipe. După meci, Cima i-a oferit lui Ricochet un loc în grajdul său Warriors International. A doua zi, Ricochet l-a învins pe Gran Akuma într-un meci de simplu. Pe 29 octombrie, la primul pay-per-view live al Dragon Gate SUA, Bushido: Code of the Warrior, Ricochet a luptat într-un meci în patru, care a fost câștigat de Chuck Taylor și i-a inclus, de asemenea, Arik Cannon și Johnny Gargano. La înregistrările de a doua zi a Freedom Fight 2010, Ricochet a făcut echipă cu colegul său de factiune din Warriors International, Genki Horiguchi și Austin Aries, într-un meci de șase oameni, în care au fost învinși de Ronin (Chuck Taylor, Johnny Gargano și Rich Swann).
Când Dragon Gate USA s-a întors pe 29 ianuarie 2011, Ricochet a reprezentat acum Blood Warriors și a făcut echipă cu noul coleg de grajd Naruki Doi în turneu pentru a determina primul Open the United Gate Champions. În primul lor meci din turneu, Ricochet și Doi au fost învinși de reprezentanții Ronin Chuck Taylor și Johnny Gargano. A doua zi, Ricochet și Doi au fost învinși în evenimentul principal al serii de echipa World-1 formată din Masato Yoshino și Pac. Pe 2 aprilie, la Mercury Rising 2011, Ricochet, CIMA și Naruki Doi l-au învins pe Ronin (Chuck Taylor, Johnny Gargano și Rich Swann) în meciul principal de șase oameni pe echipe. În timpul meciului, Ricochet a suferit o accidentare la gleznă, ceea ce l-a forțat să iasă din meciul de a doua zi pentru Open the United Gate Championship.
Pe 11 septembrie, la Way of the Ronin 2011, Ricochet și Cima i-au învins pe Masato Yoshino și Pac pentru a câștiga centura Open the United Gate într-un meci, în care și centura Open the Twin Gate al lui Ricochet și Cima era în joc. După fuziunea dintre Evolve și Dragon Gate USA, Ricochet a luat parte la ultimul meci oficial de lupte profesionale din Arena Asylum, când l-a provocat fără succes pe Johnny Gargano pentru centura Open the Freedom Gate la un eveniment Evolve din 14 ianuarie 2012. În martie 30, Ricochet și Cima au fost nevoiți să cedeze Centura Open the United Gate, după ce Cima a fost scos din afara din cauza unei accidentări la gât. În evenimentul principal al serii, Ricochet a făcut echipă cu Masato Yoshino pentru a-i învinge pe Chuck Taylor și Johnny Gargano și a recâștiga centura Open the United Gate. Pe 21 iunie, Ricochet și Yoshino au fost dezbrăcați de titlu, deoarece Yoshino nu a putut apărea la evenimentele Dragon Gate USA de luna următoare. Pe 29 iulie, Ricochet a făcut echipă cu Rich Swann într-un meci pentru a determina noii Open the United Gate Champions. Au fost, însă, învinși în meci de Cima și AR Fox. Pe 2 noiembrie la Fearless 2012, Ricochet a fost învins de Fox într-un meci Respect și, ca urmare, a fost nevoit să-i spună adversarului că îl respectă. Două zile mai târziu, la Freedom Fight 2012, Ricochet l-a provocat fără succes pe Johnny Gargano pentru Centura Open the Freedom Gate într-un meci de eliminare în patru, care a inclus și Akira Tozawa și A. R. Fox. Pe 4 aprilie 2014, Ricochet l-a învins pe Gargano pentru a câștiga Centura Open the Freedom Gate. Pe 16 noiembrie 2014, în timpul turneului din China al companiei-mamă a lui Dragon Gate USA, WWNLive, Ricochet a pierdut titlul înapoi în fața lui Gargano.

### Pro Wrestling Guerrilla(2010-2018)

#### Primii ani (2010–2012)
Pe 5 septembrie 2010, Ricochet și-a făcut debutul pentru promovarea din California de Sud Pro Wrestling Guerrilla, pierzând în fața lui Claudio Castagnoli în primul tur al Battle Of Los Angeles 2010, în ceea ce a fost numit „performanță de a face stele”. A doua zi, Ricochet a participat la un meci pe echipe de șase oameni, în care el, Johnny Goodtime și Rocky Romero au fost învinși de Fightin' Taylor Boys (Brian Cage, Chuck Taylor și Ryan Taylor), când Ricochet a fost blocat de vechiul său rival. Chuck Taylor. La următorul eveniment, The Curse of Guerrilla Island, Ricochet a obținut o victorie majoră asupra campionului mondial pe echipe El Generico, ceea ce ar marca prima sa victorie în PWG.
La Card Subject To Change III din 9 aprilie 2011, Ricochet l-a înlocuit pe Paul London, care nu a putut să apară la eveniment, și a făcut echipă cu El Generico într-un meci pentru a apăra centura Mondial pe echipe împotriva titlului de echipă Dynamite Duumvirate. Câștigătorii turneului The Young Bucks (Matt și Nick Jackson). Ricochet și Generico au pierdut titlurile. Chiar dacă Generico l-a învinuit pe Ricochet pentru pierdere, cei doi au făcut echipă din nou pe 27 mai, în prima noapte din All Star Weekend 8, când au fost învinși de Nightmare Violence Connection (Akira Tozawa și Kevin Steen). La opt, Ricochet a făcut echipă din nou cu Generico într-o înfrângere în fața lui Alex Shelley și Roderick Strong.
Pe 29 ianuarie 2012, Ricochet și-a reluat echipa Dragon Gate cu Cima supranumită „Spike Mohicans” într-un meci, în care au fost învinși de RockNES Monsters (Johnny Goodtime și Johnny Yuma). La Death To All But Metal, Ricochet a pierdut în fața El Generico într-un eveniment principal de meci de ranchiună. Pe 1 septembrie, Ricochet a intrat în Bătălia de la Los Angeles din 2012, învingându-l pe campionul mondial PWG Kevin Steen în primul său meci din tur, în urma unei distrageri de la rivalul său Brian Cage. A doua zi, Ricochet l-a învins pe Roderick Strong în sferturile de finală, înainte de a fi eliminat de Michael Elgin în semifinalele turneului. Ca urmare a câștigului lui Steen, Ricochet l-a provocat fără succes pentru Centura Mondiala într-un meci în trei, care l-a inclus și pe Elgin.

#### The Inner City Machine Guns (2013–2015)
Pe 12 ianuarie 2013, Ricochet a făcut echipă cu Rich Swann pentru turneul Dynamite Duumvirate Tag Team Title 2013. Echipa, numită The Inner City Machine Guns, a fost eliminată în meciul din prima rundă de The Young Bucks. Pe 9 august, la evenimentul de aniversare de zece ani al PWG, intitulat Ten, Inner City Machine Guns i-a provocat fără succes pe Young Bucks pentru centura Mondial PWG pe echipe într-un meci cu trei căi, care a inclus și DojoBros (Eddie Edwards și Roderick Strong).
Pe 31 ianuarie 2014, Inner City Machine Guns a ajuns în finala turneului pentru titlul pe echipe Dynamite Duumvirate 2014, învingând The African American Wolves (AR Fox și ACH) și Unbreakable F'N Machines (Brian Cage și Michael Elgin) , înainte de a pierde în fața celor mai buni prieteni (Chuck Taylor și Trent?). În prima noapte a bătăliei de la Los Angeles, pe 29 august, Guns au provocat fără succes Cea mai drăguță echipă din lume (Candice LeRae și Joey Ryan) pentru Centura Mondiala pe echipe într-un meci în trei, care a implicat și The Addiction (Christopher Daniels). și Frankie Kazarian). Cu toate acestea, Ricochet a revenit din înfrângere, Ricochet a intrat în turneul omonim învingându-l pe Chris Sabin în primul tur. Pe 31 august, Ricochet l-a învins pe T. J. Perkins în sferturi, pe Kenny Omega în semifinale și pe Johnny Gargano și Roderick Strong în finala cu trei pentru a câștiga Bătălia de la Los Angeles din 2014. Drept urmare, Ricochet a primit o șansă la Centura Mondiala PWG, dar a fost învins de campionul-apărător, Kyle O'Reilly, la Black Cole Sun pe 12 decembrie.
Pe 22 mai 2015, Guns a participat la al treilea turneu consecutiv Dynamite Duumvirate Tag Team Title. Ei i-au învins pe Biff Busick și Drew Gulak în sferturile de finală, dar au pierdut în semifinală în fața eventualilor câștigători Andrew Everett și Trevor Lee. În prima noapte a bătăliei de la Los Angeles, Guns a pierdut în fața Los Güeros del Cielo (Angélico și Jack Evans). Pe 29 august, Ricochet a participat la turneul Battle of Los Angeles, pierzând în fața eventualului câștigător Zack Sabre Jr. în runda de deschidere. Pe 30 august, Inner City Machine Guns au făcut echipă pentru ultima oară într-un meci de opt jucători în echipă, unde au făcut echipă cu Angélico și Fénix împotriva Mount Rushmore 2.0 (Roderick Strong, Super Dragon și The Young Bucks), pe care l-au pierdut.

#### Campion PWG (2017–2018)
Pe 3 septembrie 2017, Ricochet i-a învins pe Jeff Cobb și Keith Lee în finala pentru a câștiga Bătălia de la Los Angeles din 2017, devenind primul câștigător de două ori al turneului. De asemenea, avea să se întoarcă mai târziu în acea noapte, după ce a câștigat turneul, spunându-i lui Chuck Taylor că vine pentru centura PWG. Pe 21 octombrie, Ricochet l-a învins pe Chuck Taylor pentru a câștiga pentru prima dată centura Mondiala PWG. La Mystery Vortex V, Ricochet a pierdut centura Mondial PWG înapoi în fața lui Taylor într-un meci Guerrilla Warfare.